# Xanthomyrtus taxifolia
Xanthomyrtus taxifolia är en myrtenväxtart som först beskrevs av Henry Nicholas Ridley, och fick sitt nu gällande namn av Elmer Drew Merrill. Xanthomyrtus taxifolia ingår i släktet Xanthomyrtus och familjen myrtenväxter. Inga underarter finns listade i Catalogue of Life.